# Westcliffe
Westcliffe település az Amerikai Egyesült Államok Colorado államában, Custer megyében, melynek megyeszékhelye is. Lakosainak száma 435 fő (2020. április 1.).

## Népesség
A település népességének változása:

| 2010 | 568 |
| 2020 | 435 |